# Come to My Garden
Come to My Garden é o primeiro álbum solo da cantora estadunidense Minnie Riperton produzido, arranjado e orquestrado por Charles Stepney, foi lançado em 1970 pela GRT Records. Foi re-lançado em CD em 1999. O disco atingiu a 160ª posição na Billboard 200 em 1974. Algumas versões do álbum em CD não incluem a última faixa "Whenever, Wherever". Riperton disse que queria uma sonoridade como a grande colaboração entre Dionne Warwick e Burt Bacharach para o álbum.
| Críticas profissionais                                                      | Críticas profissionais |
| Avaliações da crítica                                                       | Avaliações da crítica  |
| Fonte                                                                       | Avaliação              |
| --------------------------------------------------------------------------- | ---------------------- |
| AllMusic                                                                    | [ 2 ]                  |
| Esta tabela precisa de ser acompanhada por texto em prosa. Consulte o guia. |                        |

## Faxias
Lado A
1. "Les fleur"[a] (Charles Stepney, Richard Rudolph) – 3:18
2. "Completeness" (Stepney, Rose Johnson) – 3:32
3. "Come to My Garden" (Rudolph) – 3:19
4. "Memory Band" (Stepney) – 4:05
5. "Rainy Day in Centerville" (Stepney, Rudolph) – 5:22

Lado B
1. "Close Your Eyes and Remember" (Stepney, Rudolph) – 3:38
2. "Oh, By the Way" (Stepney, Rudolph) – 2:58
3. "Expecting" (Stepney, Jon Stocklin) – 3:51
4. "Only When I'm Dreaming" (Stepney, Sidney Barnes) – 3:24
5. "Whenever, Wherever" (Stepney, Johnson) – 3:34

## Créditos
- Backing Vocal - Elsa Harris, Kitty Hayward, Minnie Riperton.
- Bateria- Maurice White.
- Guitarra - Phil Upchurch.
- Piano - Ramsey Lewis.
- Produção, Arranjos, Condução - Charles Stepney.
- Vocais - Minnie Riperton.